# 크리스 우드워드
크리스 우드워드(1976년 6월 27일 ~)는 미국의 전 야구 선수이자, 현재 텍사스 레인저스의 감독이다.

## 출신 학교
- 노스뷰 고등학교
- 마운트 샌 안토니오 대학교

## 등번호
- 31 (1999~2000)
- 5 (2001~2004, 2007)
- 4 (2005~2006)
- 6 (2009, 2010)
- 3 (2009)
- 30 (2009)
- 25 (2011, 2014)
- 28 (2015)
- 45 (2016~2018)
- 8 (2019~)

## 같이 보기
- 2021년 텍사스 레인저스 시즌